# Thérines
Thérines ist eine französische Gemeinde mit 195 Einwohnern (Stand 1. Januar 2022) im Département Oise in der Region Hauts-de-France. Die Gemeinde liegt im Arrondissement Beauvais und ist Teil der Communauté de communes de la Picardie Verte und des Kantons Grandvilliers.

## Geographie
Die Gemeinde liegt rund zwölf Kilometer südöstlich von Formerie und sieben Kilometer nördlich von Songeons am Oberlauf des Petit Thérain. Zu ihr gehören die Weiler Le Ply, Montaubert und Epatines.

## Geschichte
Das Schloss wurde im letzten Viertel des 16. Jahrhunderts zu Zeiten der Heiligen Liga zerstört.

## Einwohner
| 1962 | 1968 | 1975 | 1982 | 1990 | 1999 | 2006 | 2011 |
| ---- | ---- | ---- | ---- | ---- | ---- | ---- | ---- |
| 164  | 165  | 160  | 152  | 155  | 168  | 182  | 194  |

## Verwaltung
Bürgermeisterin (maire) ist seit 2009 Lina Hérel.

## Sehenswürdigkeiten
- Kirche Saint-Vaast, einst Wallfahrtsstätte
- Schloss und Kapelle von Ply aus dem 17. Jahrhundert